# عزيز أنصاري
عزيز انصاري (بالإنجليزية: Aziz Ansari) ممثل كوميدي أمريكي الجنسية هندي الأصل ولد في 23 فبراير 1983 اشتهر بدوره في المسلسل الكوميدي الأمريكي الحدائق والمنتجعات الذي تقدمه قناة هيئة الإذاعة الوطنية الأمريكية.

## النشأة
ولد عزيز انصاري في 23 فبراير 1983 في ولاية كولومبيا لوالد يعمل طبيبا في مدينة كالورانيا وبعد تخرجه من الثانوية درس في جامعة ساوث كارولينا للعلوم والتقنية وقد ارتاد أكاديمية مالبور قبل أن يتخرج من جامعة نيويورك.

## استضافته حفل ام تي في السينمائي 2010
تم ترشيح الممثل ومقدم عروض «ستاند آب كوميدي» الهندي عزيز أنصاري لتقديم حفل توزيع جوائز ام تي في السينمائي 2010 الذي اقيم في مسرح جيبسون بمدينة يونيفرسال بكاليفورنيا، في الأحد السادس من يونيو 2010 ذكر أن عزيز أنصاري شارك في مسلسل «باركس آند ريكريشن» الحدائق والمنتجعات الذي يذاع على شبكة NBC، كما يستعد لتقديم جولة من عروض «ستاند آب كوميدي» Stand Up Comedy بعنوان «عزيز أنصاري: دينجريسلي ديليشيوس تور».

## الحياة الشخصية

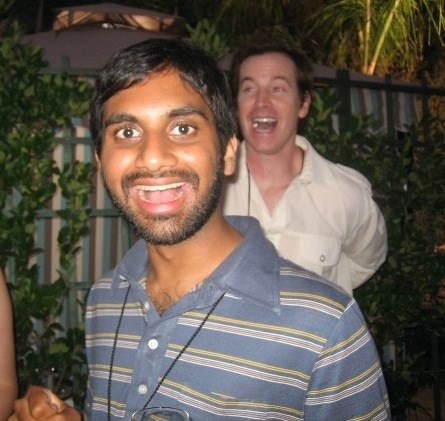
عزيز في برنامج باركز اند ريكريشن

يقوم عزيز بأدوار كوميدية عديدة مثل ستاند اب كوميدي عدى عن مواهبه التمثيلية العديدة وقد نشأ مع والدين مسلمين ولكنه يعرف بنفسه بأنه ملحد وقد عمل لفترة قصيرة في مجال الراديو ضمن برنامج كان يذيعه الراديو يسمى TV On The Radio تي في اون راديو.

## روابط خارجية
- عزيز أنصاري على موقع IMDb (الإنجليزية)
- عزيز أنصاري على موقع روتن توميتوز (الإنجليزية)
- عزيز أنصاري على موقع ألو سيني (الفرنسية)
- عزيز أنصاري على موقع ميوزك برينز (الإنجليزية)
- عزيز أنصاري على موقع أول موفي (الإنجليزية)
- عزيز أنصاري على موقع بوكس أوفيس موجو (الإنجليزية)
- عزيز أنصاري على موقع قاعدة بيانات الأفلام السويدية (السويدية)
- عزيز أنصاري على موقع إن إن دي بي (الإنجليزية)
- عزيز أنصاري على موقع أول ميوزيك (الإنجليزية)
- عزيز أنصاري على موقع ديسكوغز (الإنجليزية)